# Saarbrücken Hauptbahnhof
Saarbrücken Hauptbahnhof ist mit insgesamt 10 Bahnsteiggleisen der größte Personenbahnhof des Saarlandes und dessen Hauptstadt Saarbrücken. Jährlich nutzen rund 10 Millionen Menschen den Bahnhof.

## Geschichte

### Vorplanungen

Leopold Sello

Nachdem am 7. Dezember 1835 die erste Eisenbahnstrecke in Deutschland zwischen Nürnberg und Fürth eröffnet worden war, gründete sich kurz darauf am 26. Januar 1836 in den Räumen der Casino-Gesellschaft (zu jener Zeit in der heutigen Wilhelm-Heinrich-Straße beheimatet) in Saarbrücken die „Gesellschaft für die Errichtung einer Eisenbahn von Saarbrücken nach Mannheim“. Der Gesellschaft unter dem Vorsitz von Bergamtsdirektor Leopold Sello gehörten führende Vertreter aus Handel und Industrie an, wie etwa Carl Friedrich Stumm, Philipp Heinrich Kraemer, Heinrich Böcking, Georg Schmidtborn, Georg Philipp Korn und Philipp Heinrich Karcher. Sello, der die Absatzfrage für das Hauptproblem des saarländischen Bergbaues hielt, betrieb die Angelegenheit eines Eisenbahnbaus mit großer Intensität. Kurz nach der Gründung der Gesellschaft kontaktierte Sello den preußischen Berghauptmann Graf Ernst August von Beust, damit dieser sich beim Oberpräsidenten der Rheinprovinz in diesem Anliegen engagiere.
Im Saarbrücker Komitee hatte man die Baukosten mit zwei Millionen Talern veranschlagt. Um diese Summe aufzutreiben, wollte man 10000 Aktien zu je 200 Talern ausgeben, die sich mit 5 Prozent verzinsen sollten. In kurzer Zeit war das Kapital gezeichnet. Dennoch verweigerte die königlich-preußische Regierung die Konzession, da zur Trassenführung und zur Rentabilität unzulängliche Angaben eingereicht worden seien. Ähnlich abwartend verhielt sich die königlich-bayerische Regierung, durch deren Gebiet die Trasse hätte geführt werden sollen, stimmte jedoch inhaltlich den Plänen unter der Bedingung zu, dass bei der Realisierung nur bayerische Firmen berücksichtigt werden sollten. So vergingen zwei Jahre ohne Ergebnis, und die Kapitalzeichner konnten mit ihrem Geld nicht anderweitig disponieren. Bergamtsdirektor Sello zog sich daraufhin verärgert aus dem Projekt zurück.

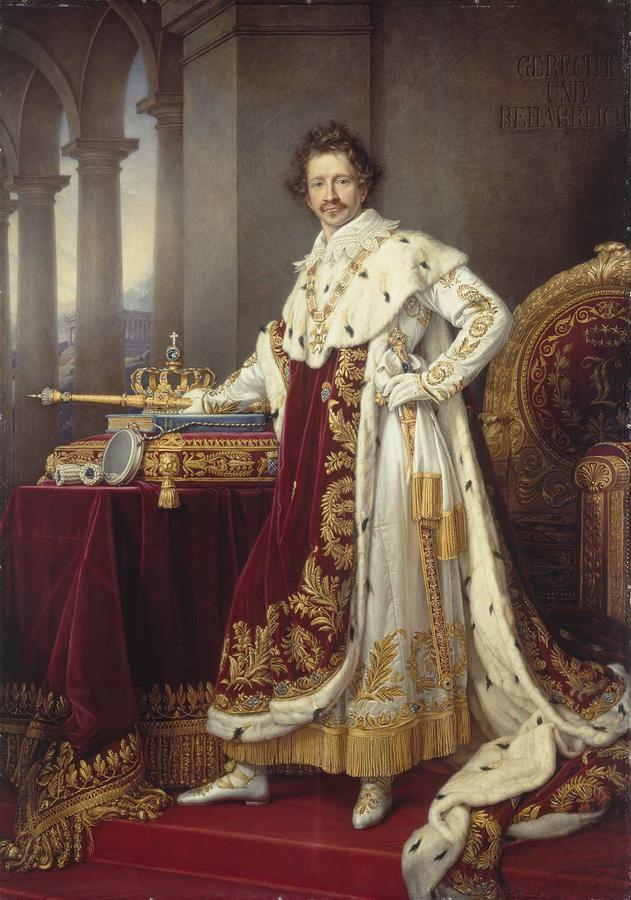
König Ludwig I. von Bayern, offizieller Bauherr der Eisenbahnlinie von Ludwigshafen nach Bexbach (Pfälzische Ludwigsbahn)

Ende des Jahres 1837 erfolgte überraschenderweise durch den bayerischen König Ludwig I. schließlich doch die Zustimmung zum Bau einer Eisenbahnlinie von der Mannheimer Rheinschanze (heute: Ludwigshafen am Rhein) bis nach Bexbach an der Grenze zwischen dem Königreich Bayern und dem Königreich Preußen. Ludwigs Bedingung war allerdings, dass die Gesellschaft ihren Sitz in der bayerischen Pfalz haben müsse und nur Aktionäre aufgenommen werden dürften, die ihren Sitz in Bayern hatten (Pfälzische Ludwigsbahn-Gesellschaft). Damit war das Saarbrücker Komitee zunächst ausgeschaltet. Sofort fokussierte man sich jetzt auf das Projekt eines Bahnbaues von der bayerischen Grenze bis nach Saarbrücken, was den Vorteil hatte, dass die Kosten wesentlich reduziert waren. Das Unternehmen schien kurz vor dem Abschluss zu stehen, als der Verkehrsbeauftragte der preußischen Regierung, Christian Rother, der dem Eisenbahnbau prinzipiell skeptisch gegenüberstand, dem Projekt des Weiterbaues der bayerischen Bahn auf dem kurzen Teilstück von Bexbach nach Saarbrücken die Zustimmung verweigerte. Vermutlich spielten auch militärische Aspekte eine Rolle bei dieser Entscheidung, da die Bahntrasse auch einem Angreifer der preußischen Südflanke an der Saar hätte dienen können.
Sellos Schwager, der Glashüttenbesitzer Karl Vopelius, wollte unterdessen eine Eisenbahnlinie durch das Fischbachtal auf dem rechten Saarufer nach Saargemünd ins französische Elsass führen, war damit aber ebenfalls nicht erfolgreich. Auch in der bayerischen Pfalz verzögerte sich der Baubeginn der Eisenbahnlinie bis April 1845. Am 28. August 1849 konnte schließlich doch die gesamte bayerische Strecke vom Rhein bis nach Bexbach fertig gestellt werden.
Als Gerüchte aufkamen, die französische Regierung unter Staatspräsident Charles Louis Napoléon Bonaparte könne einen direkten Anschluss ihrer Bahnlinien an die pfälzische Eisenbahn anstreben, wurde die preußische Regierung in Berlin wieder aktiv. Da in der Zwischenzeit der Bau der preußischen Ostbahn von Berlin nach Königsberg vorübergehend eingestellt worden war, standen finanzielle Mittel für das Saarbrücker Projekt zur Verfügung. Als der Saarbergbau im Jahr 1848 große Absatzschwierigkeiten hatte und 1500 Bergleute entließ, konnte man diese bei den Eisenbahnbauarbeiten gut gebrauchen. Aus verkehrstechnischen und militärstrategischen Gründen wurde die Bahnstation nicht in Saarbrücken gebaut, da Frankreich bei einem eventuellen Angriff direkt von den Höhenzügen über der Saar herabkommend einen dortigen Bahnhof hätte einnehmen können. So wählte man einen erhöhten Standort an der Banngrenze zwischen Malstatt und St. Johann auf dem gegenüberliegenden Saarufer und entwarf den Bahnhof in festungsähnlichen Formen. Die Ausschreibungen wurden im Juli 1851 veröffentlicht.

### Erstes Bahnhofsgebäude („Inselgebäude“)

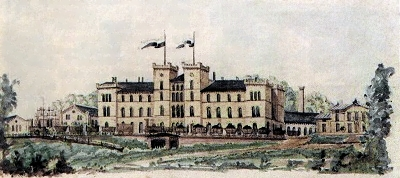
Saarbrücker Hauptbahnhof (1862)

Der Saarbrücker Hauptbahnhof wurde am 16. November 1852 als Bahnhof St. Johann-Saarbrücken an der Banngrenze zwischen Malstatt und St. Johann a. d. Saar eröffnet. Die heutige Großstadt Saarbrücken entstand erst im Jahr 1909 durch den Zusammenschluss von (Alt-)Saarbrücken, St. Johann und Malstatt-Burbach.
Der Bahnhof befand sich an der so genannten St. Johanner Bahn, die von Bexbach über Neunkirchen kommend, weiter nach Stieringen zur französischen Ostbahn führte. Der 56 Meter lange und 13,50 Meter breite Sandsteinbau lag als so genannter „Inselbau“ zwischen den beiden Gleisen, der Zugang erfolgte – für damalige Verhältnisse neuartig – durch eine Unterführung ohne Gleisüberquerung. Der ursprüngliche, dreigeschossige Inselbau war auf einem hohen Bahndamm in festungsartigen Bauformen des Rundbogenstils mit vier zinnenbekrönten Ecktürmen und einem erhöhten Mittelpavillon, der auf der Eingangsseite von zwei viergeschossigen Türmen flankiert wurde, errichtet worden.

### Erweiterungen des Empfangsgebäudes

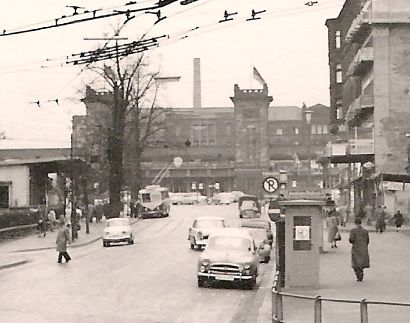
Vorplatz des Saarbrücker Hauptbahnhofs im September 1957

Mit dem fortlaufenden Wachsen der Bahnanlagen wurde auch das Bahnhofsgebäude durch Anbauten in den Jahren 1866 und 1879 erweitert. Bereits im Jahr 1872 hatte man dem hohen Bahndamm ein eingeschossiges, breitgelagertes Empfangsgebäude vorgelegt, das in den Jahren 1891/1893 durch ein Empfangs-Vorgebäude mit zwei markanten Türmen in Formen der Neorenaissance vor dem Tunnelzugang ersetzt wurde. Doch schon 1908 gab es Pläne, ein völlig neues Bahnhofsgebäude zu errichten. Mit dem Bau sollte im Jahr 1914 begonnen werden, der Kriegsausbruch des Ersten Weltkrieges verhinderte diese Pläne jedoch. Im Jahr 1932 war der Hauptbahnhof Saarbrücken mit täglich 453 ankommenden und abgehenden Zügen, davon 51 Schnellzügen, der Bahnhof mit dem, nach Leipzig, zweitgrößten Zugaufkommen im deutschen Eisenbahnnetz. Nach der Wiedereingliederung des Saarlands in das Deutsche Reich 1935 beschäftigte man sich erneut mit einem Bahnhofsneubau, der 1941 abgeschlossen sein sollte. Aber auch diesmal wurde die Ausführung durch den Kriegsausbruch 1939 verhindert.

### Wiederaufbau nach dem Zweiten Weltkrieg

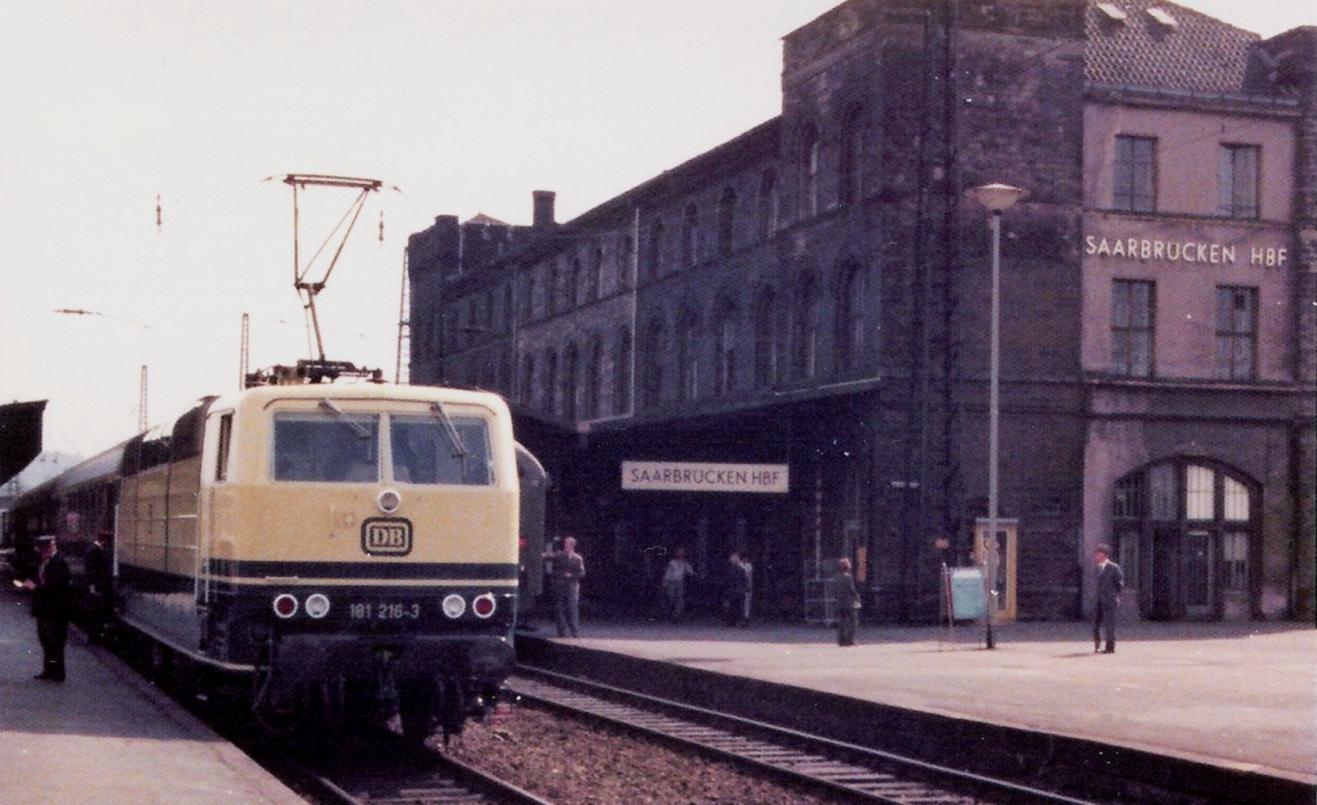
Ehemaliges Inselgebäude des Saarbrücker Hauptbahnhofs mit Zweisystem-E-Lok 181 216 am 10. September 1975

Im Zweiten Weltkrieg erlitt Saarbrücken über 30 Luftangriffe, viele davon auf die Bahnanlagen. Am Kriegsende
waren 80 Prozent der Bahnanlagen in Saarbrücken zerstört. Vom Eingangsgebäude der Jahre 1891/1893 standen nur noch die beiden Türme. Auch die übrigen Hochbauten wie das Bahnbetriebswerk waren stark zerstört. Der Westtrakt des Inselgebäudes mit dem angrenzenden Wartesaal und der Mittelpavillon waren ebenfalls stark in Mitleidenschaft gezogen. Im gesamten Bahnhofsbereich gab es kein einziges durchgehendes Gleis mehr.
US-Truppen besetzten Saarbrücken am 21. März 1945. Unter US-amerikanischer Leitung wurde zunächst das heute nur noch als Abstellgleis ohne Bahnsteig vorhandene Gleis 19 provisorisch wiederhergestellt. Über dieses Gleis fuhren die US-amerikanischen Truppen dann ihre Versorgungszüge Richtung Neunkirchen–Bexbach–Homburg auf eigene Regie und im Sichtabstand.
Die beiden Türme des Vorgebäudes wurden im Jahr 1952 durch einen Flachbau verbunden und waren danach für viele Jahre ein Provisorium. Die Überhöhung des Mittelpavillons des Inselgebäudes wurde abgetragen und ein Dach über die ganze Länge des Gebäudes in gleicher Höhe gezogen.

### Abriss der Altbauten und Neubau
In den 1960er Jahren gab es dann erneut Pläne für ein neues Empfangs- und Verwaltungsgebäude. Der erste Spatenstich erfolgte am 27. Juni 1963 durch den damaligen Saarbrücker Oberbürgermeister Fritz Schuster und den Präsidenten der Bundesbahndirektion, Alois Meyer. Im gleichen Jahr wurden die Reste des alten Vorgebäudes von 1891/1893 entfernt. Im September 1967 wurde das neue 120 Meter lange und 26 Meter hohe Gebäude eingeweiht. Während sich im zweigeschossigen Sockelgeschoss die Schalterhalle, Gepäckabfertigung, Ladengeschäfte und eine Bahnhofsgaststätte befanden, wurden in den Obergeschossen des siebenstöckigen Gebäudes die EDV-Stelle, der ärztliche Dienst, Büroräume und die Eisenbahnerkantine untergebracht.
Im Februar 1960 wurde der elektrische Fahrbetrieb auf der Strecke Forbach–Homburg im Bahnhof Saarbrücken aufgenommen.
Im Jahr 1977 wurde mit grundlegenden Modernisierungsarbeiten begonnen. Unter anderem wurden dabei die Bahnsteige auf eine Höhe von 76 cm gebracht. Um Platz für weitere durchgehende Gleise zu schaffen, musste auch das erste Bahnhofsgebäude von 1852, das so genannte Inselgebäude, abgerissen werden. Am 18. September 1978 begann der Abriss, der im März 1979 beendet wurde.

## Saarbrücken 21

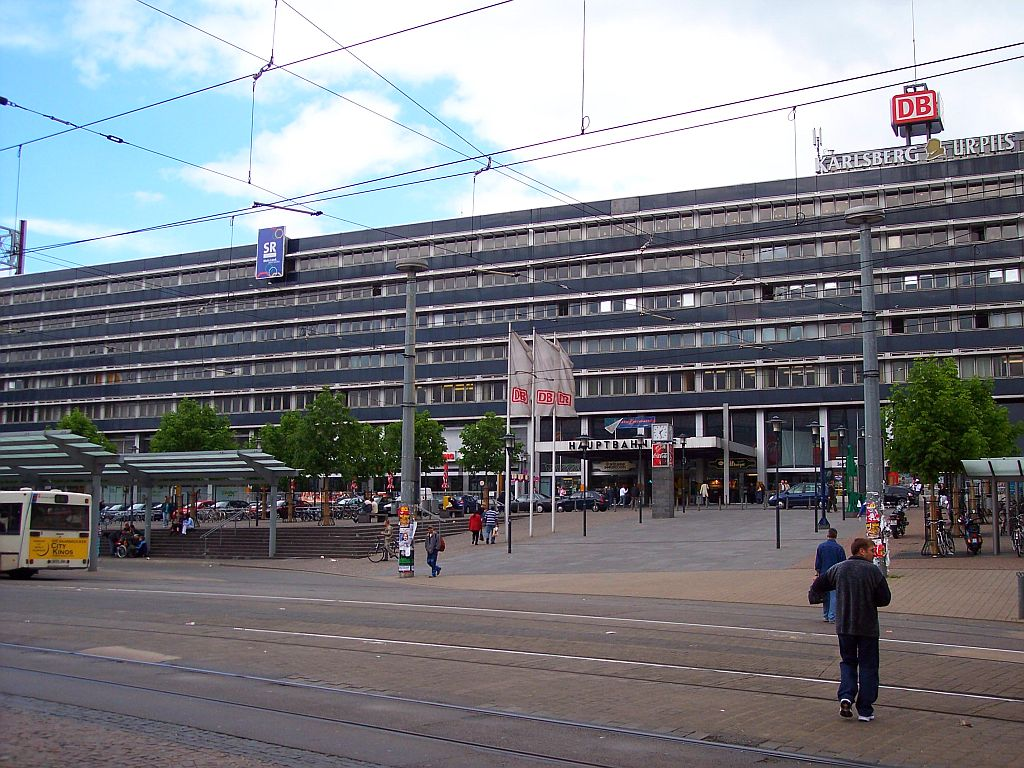
Hbf vor der Modernisierung (Aufnahme von 2005)

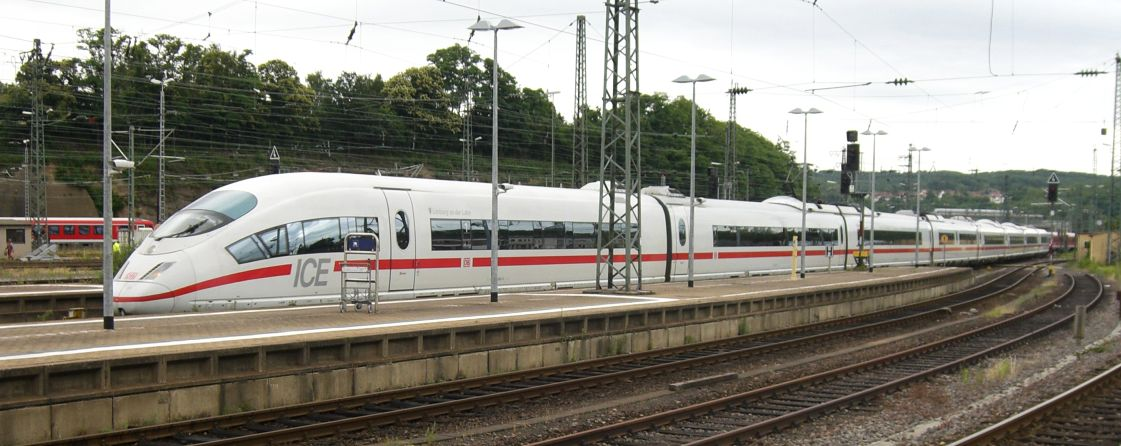
ICE Frankfurt–Paris bei Einfahrt in Saarbrücken Hbf im Juni 2008

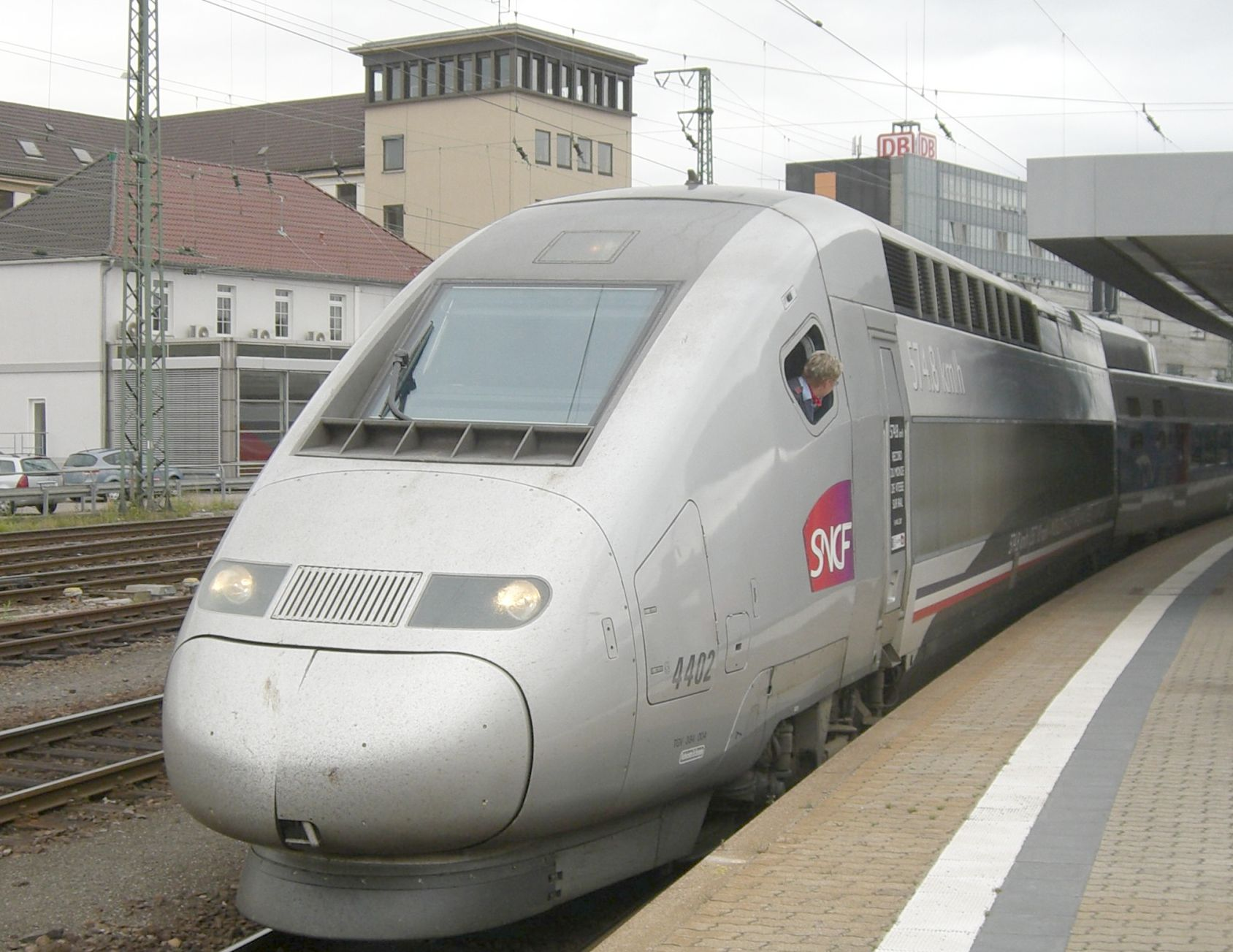
TGV Paris–Frankfurt in Saarbrücken Hbf im Juni 2008

Der „Eurobahnhof“ (Benennung für das Projekt Saarbrücken 21) ist ein Modernisierungsprojekt für den Hauptbahnhof in Saarbrücken. Der bestehende Bahnhof und das umliegende Gelände wurden hierbei umgebaut. Wichtiger Anlass für die Arbeiten war die im Juni 2007 erfolgte Inbetriebnahme der Schnellfahrstrecke Paris–Ostfrankreich–Süddeutschland (POS) mit Zweigen nach Stuttgart und Frankfurt am Main, wovon letzterer über Saarbrücken verläuft.
Als Maßnahmen wurden die Südfassade des Bahnhofsgebäudes, die Eingangshalle und Personenunterführung, Aufzüge und ein Zugang von der nördlichen Seite (Stadtteil Rodenhof) neu realisiert. Die Kosten von ca. 31 Millionen Euro teilten sich die Landeshauptstadt Saarbrücken, das Saarland und die Deutsche Bahn AG.
Die im Norden des Bahnhofs befindlichen großflächigen Gleisanlagen wurden größtenteils zurückgebaut, im östlichen Bereich des Bahnhofs neu geordnet und modernisiert. So entstanden auf einer kompakten Fläche neue Zugbehandlungs- und Abstellanlagen. Das dadurch freiwerdende Areal wird unter der Bezeichnung Quartier Eurobahnhof als neuer Stadtteil vermarktet und für neue Gewerbeansiedlungen genutzt. Außerdem ist dort ein Parkhaus entstanden, das die Parkplatzproblematik am Bahnhof entschärfen soll.
Der erste Spatenstich fand am 5. Mai 2006 statt. Die offizielle Einweihung des modernisierten Bahnhofs erfolgte am 15. Dezember 2007.
Durch das Bahnhof-21-Projekt sollten (Stand: 1998) 20 Hektar nicht mehr benötigte Bahnbetriebsflächen der Stadtentwicklung zur Verfügung gestellt werden.

### Empfangshalle/Zugang Stadtzentrum

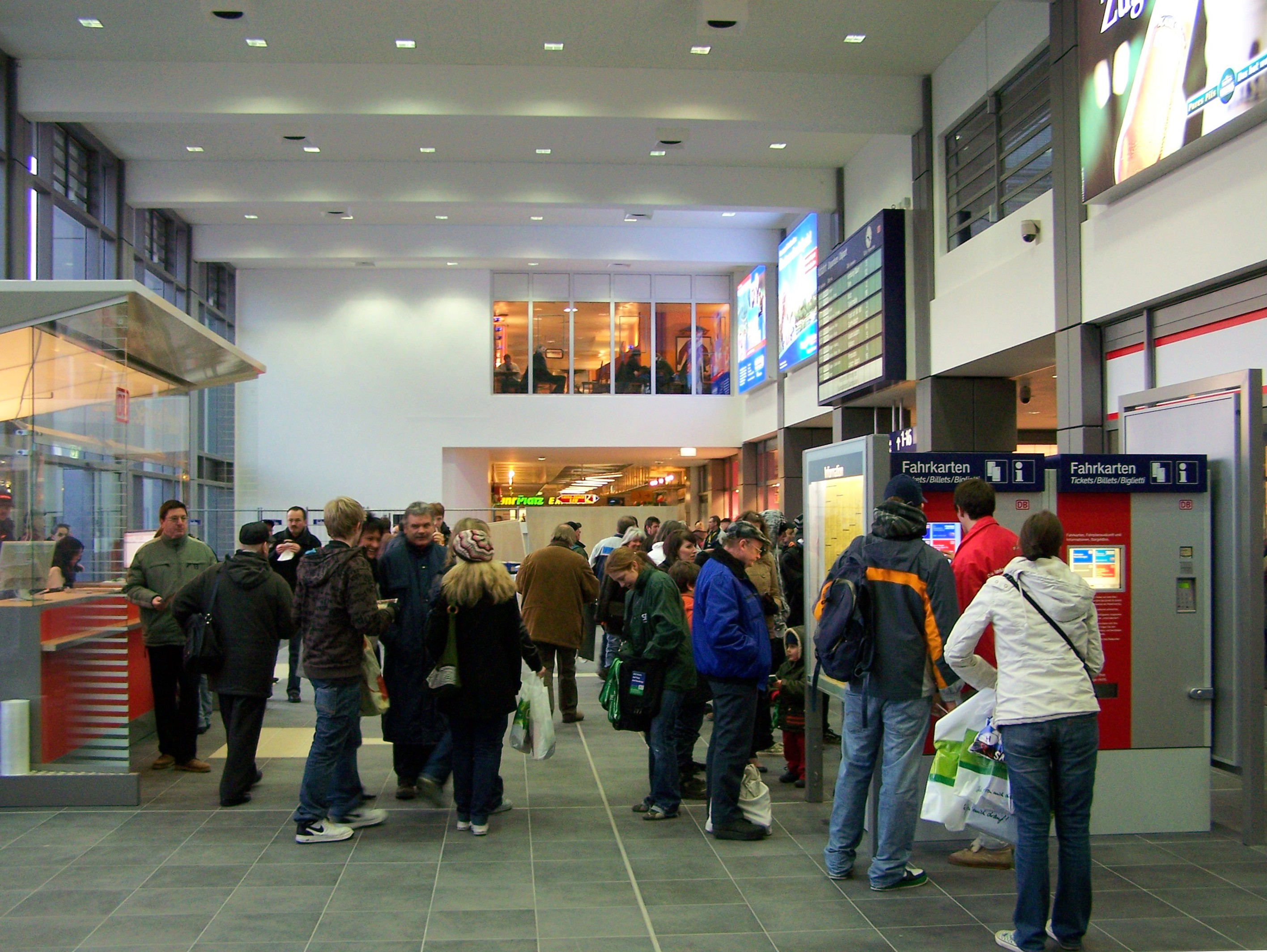
Blick in die Eingangshalle

In der Empfangshalle befinden sich verschiedene Gastronomiebetriebe und Geschäfte (u. a. Drogeriemarkt, Zeitschriften und Schreibwaren, Tabakwaren, Floristik und mehr), der DB-ServicePoint, das Reisezentrum von DB und Ameropa sowie Fahrkartenautomaten. Sie öffnet sich in Richtung der Fußgängerzone (Reichsstraße/Bahnhofstraße) zum Stadtzentrum.
Vor dem Ein-/Ausgang befindet sich der ausgedehnte Bahnhofsvorplatz, der einer Vielzahl von Fahrrädern Stellfläche bietet. Für sie existieren darüber hinaus seit Sommer 2008 abschließbare Boxen, die angemietet werden können.

### Saarbahnhaltestelle
Am Bahnhofsvorplatz liegt auch die Haltestelle Hauptbahnhof der Saarbahn, die viergleisig und mit zwei weiteren Bussteigen ausgebaut ist und täglich von etwa 285 Stadtbahnzügen aus Richtung Sarreguemines (Frankreich)/Kleinblittersdorf beziehungsweise aus Richtung Lebach/Heusweiler/Riegelsberg/Rastpfuhl sowie von etwa 735 Stadt- und Regionalbussen angefahren wird. Neuerdings bietet die Bahn auch (mittels des Programms „Call-a-bike“) die Möglichkeit, Fahrräder direkt auf dem Bahnhofsvorplatz zu mieten.

### Personentunnel / Tiefebene
Alle Gleise des neuen Saarbrücker Hauptbahnhofs – abgesehen von den Stadtbahngleisen auf dem Bahnhofsvorplatz – sind über den komplett renovierten Personentunnel (oder alternativ den Osttunnel) erreichbar. Der Haupttunnel ist in schlichten weiß-blauen Farbtönen gehalten und erstreckt sich auf einer Länge von etwa 100 Metern mit leichter Steigung vom Ein-/Ausgang City bis zum neuen Nordausgang im Stadtteil Rodenhof.
Alle Bahnsteige sind barrierefrei und – bis auf die Gleise 1–3 – über jeweils drei Zugangsarten (Lift, Rolltreppe bzw. Rollsteig, Treppe) erreichbar. Die Gleise 1–3 verfügen nur über zwei Zugangsarten (2 Treppen und Lift).

### Nordterminal / Nordausgang Rodenhof

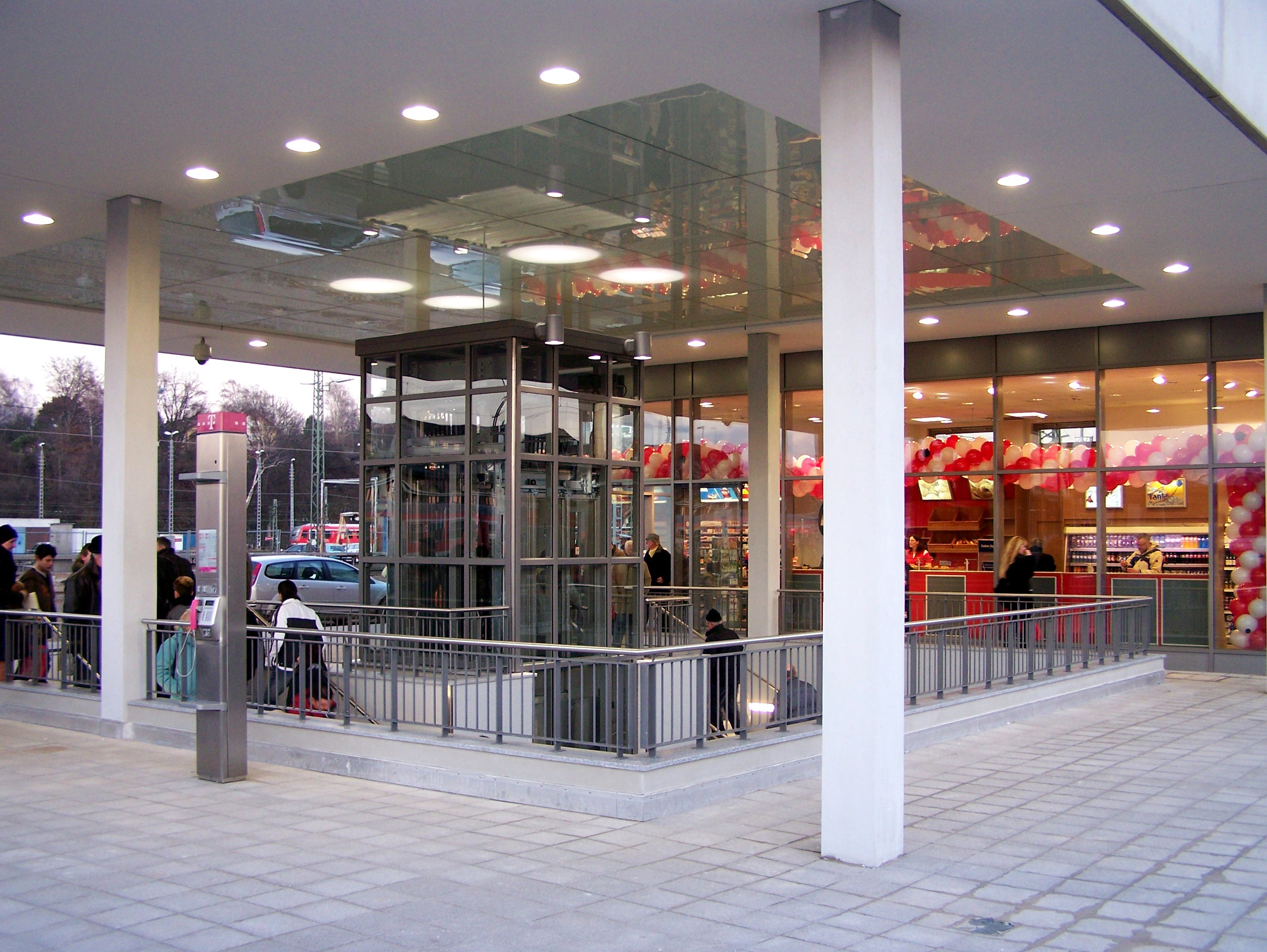
Terminal Nord

Zusammen mit den Renovierungs- und Umbaumaßnahmen im Rahmen des Projektes Saarbrücken 21 (Eurobahnhof) wurde der Personentunnel, der zuvor mit dem Zugang zu Gleis 16 (bis ca. 2001 am Gleis 22) endete, bis in den Stadtteil Rodenhof verlängert. Dort entstand ein Aufgang, das so genannte Nordterminal, an den ein Park&Ride-Platz anschließt, der mehrere hundert Stellplätze bietet. Über eine Brücke wird das Areal direkt an den Ludwigsbergkreisel und damit an die Autobahnen A 1, A 620 und A 623 angebunden.
Der von der DB AG dort errichtete großzügige Servicepoint (Fahrkarten und Verpflegung) ist derzeit wegen der noch andauernden Bauarbeiten und fehlender Kundschaft geschlossen, soll aber bei Bedarf wieder eröffnet werden.

### Bahnsteige
Alle Bahnsteige und Gleise – abgesehen von den Stadtbahngleisen vor dem City-Ein-/Ausgang – liegen über dem Personentunnel, der die beiden Ein- und Ausgänge miteinander verbindet.
Die Gleise tragen die Nummern 1 bis 16, wobei es nur zehn für den Personenverkehr genutzte Gleise gibt. Diese tragen die Nummern 1 bis 3, 5 bis 6, 8, 11 bis 12, 14 und 16 unterteilt in 16a und 16b. Die dazwischen liegenden Gleise werden nur zu betrieblichen Zwecken genutzt oder existieren nicht mehr.
Sechs der zehn für den Personenverkehr genutzten Gleise sind Durchgangsgleise und können auch von Zügen genutzt werden, die nicht in Saarbrücken wenden. Die vier Kopfgleise 2, 6, 8 und 11 dienen als Wendegleise für in Saarbrücken endende Züge. Inzwischen stillgelegt ist der Bahnsteig an den Gleisen 17 und 19, welcher nur noch innerbetrieblichen Zwecken dient. Die beiden Gleise wurden von Durchgangs- zu Stumpfgleisen zurückgebaut. Vollständig abgerissen ist der ehemalige Bahnsteig mit den Gleisen 20 und 21, an dessen Stelle sich der neue Nordausgang befindet.

### Abstellgleise
Im Juni 2018 erklärte die Bundesnetzagentur ein anlagenbezogenes Nutzungsentgelt für Abstellgleise im Hauptbahnhof Saarbrücken für ungültig. Während bei vergleichbaren Anlagen nur 1,70 Euro pro Stunde zu entrichten sind, erhob die DB Netz ein Zusatzentgelt von 20,60 Euro pro Stunde, was den Wettbewerb verzerre.

## Verkehrsanbindung

### Fernverkehr
Seit Dezember 2007 ist Saarbrücken Hauptbahnhof vollwertige Station im europäischen Hochgeschwindigkeitsnetz und Einfalls- bzw. Ausfallstor für die grenzüberschreitend verkehrenden ICE-Züge zwischen Paris und Frankfurt am Main.
Darüber hinaus verkehren einzelne Züge des inländischen Schienenpersonenfernverkehrs auf den Relationen nach Berlin Gesundbrunnen und München Hbf bzw. darüber hinaus ein Eurocity-Zugpaar nach Graz Hauptbahnhof. Die Züge starten in der Regel (früh) morgens in Saarbrücken, ihre Gegenleistungen erreichen Saarbrücken am (späten) Abend. Im Sommer 2024 wird zudem der ICE von/nach Berlin nach Ostseebad Binz auf Rügen verlängert.

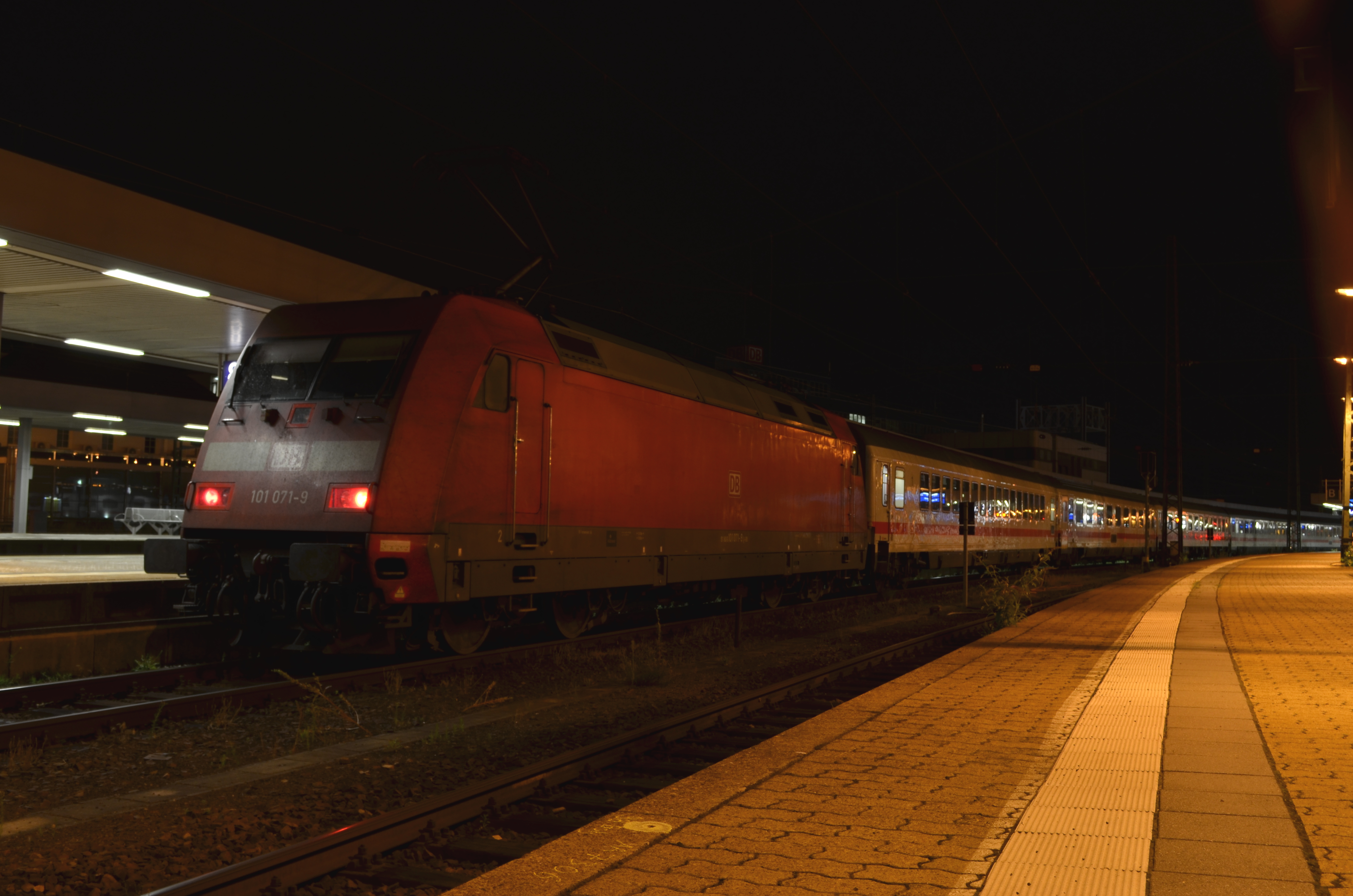
Der EC 216 „Dachstein“ (Graz Hbf – Saarbrücken Hbf) im Juni 2013 nach der Ankunft in Saarbrücken.

Fernverkehrszüge Richtung Osten nutzen Gleis 5, Fernverkehrszüge Richtung Westen Gleis 14, endende Züge auch Gleis 12.

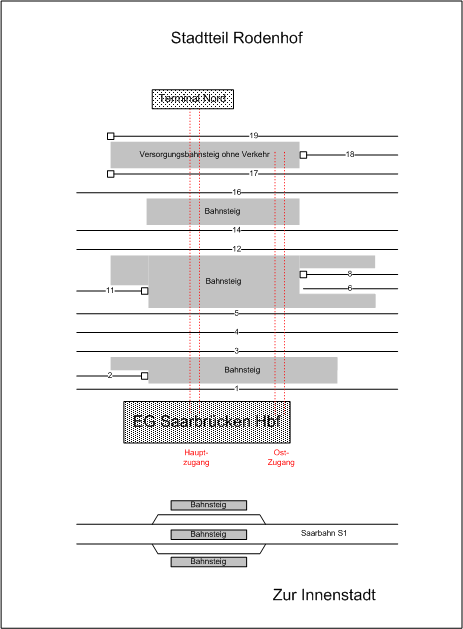
Gleisplan 2008

| Linie                  | Zuglauf | Taktfrequenz                        | Fahrzeugeinsatz                              |
| ---------------------- | --- | ----------------------------------- | -------------------------------------------- |
| ICE/TGV 82             | Paris – Saarbrücken – Kaiserslautern – Mannheim – Frankfurt                                                                           | 4× täglich                          | BR 407 / TGV 2N2 „Euroduplex“                |
| EC 216/217 „Dachstein“ | Saarbrücken – Homburg – Kaiserslautern – Mannheim – Stuttgart – München – Salzburg – Graz                                             | 1× täglich                          | ÖBB 1116 im „Sandwich“ mit ÖBB-Eurofimawagen |
| ICE 562/563            | Saarbrücken – Homburg – Kaiserslautern – Neustadt (a.d. Weinstr) Hbf – Mannheim Hbf – Stuttgart Hbf – Ulm Hbf – München Hbf           | 1× täglich                          | BR 408 (ICE 3neo)                            |
| ICE 932 / 935          | Saarbrücken – Mannheim – Frankfurt(a. Main) Hbf – Berlin Hbf (– Stralsund Hbf – Ostseebad Binz)                                       | SB – Berlin Mo–Fr SB – Rügen Sa, So | BR 401 „LDV“                                 |
| ICE 1034/1035          | Saarbrücken – Homburg – Kaiserslautern – Neustadt (a.d. Weinstr) Hbf – Mannheim Hbf – Darmstadt – Frankfurt(a. Main) Hbf – Berlin Hbf | 1× täglich Ab 15.Dez 2024           | BR 401 „LDV“                                 |

### Regionalverkehr
Der Saarbrücker Hauptbahnhof ist Dreh- und Angelpunkt des saarländischen Schienenpersonennahverkehrs. Bis auf wenige Ausnahmen verkehren alle saarländischen Nahverkehrszüge über Saarbrücken Hauptbahnhof.
| Linie                    | Zuglauf | Taktfrequenz                                                                          | Fahrzeugeinsatz |
| ------------------------ | --- | ------------------------------------------------------------------------------------- | --------------- |
| RE 1                     | Koblenz – Treis-Karden – Cochem − Wittlich – Trier – Merzig – Saarlouis – Völklingen – Saarbrücken Hbf – Homburg – Kaiserslautern – Neustadt – Mannheim (– Heidelberg) | Stundentakt (einzelne Züge enden in Kaiserslautern/Homburg) 1× täglich bis Heidelberg |                 |
| RE 3                     | Saarbrücken Hbf – Neunkirchen (Saar) Hbf – Ottweiler (Saar) – Sankt Wendel – Türkismühle – Neubrücke (Nahe) – Idar-Oberstein – Kirn – Bad Sobernheim – Staudernheim – Bad Münster am Stein – Bad Kreuznach – Ingelheim am Rhein – Mainz (– Mainz Römisches Theater – Bischofsheim – Rüsselsheim – Frankfurt (Main) Flughafen Regional – Frankfurt-Niederrad – Frankfurt (Main) Hbf) | Saarbrücken – Mainz: Stundentakt Mainz – Frankfurt: Zweistundentakt                   |                 |
| RE 18                    | Saarbrücken Hbf – Forbach (– St. Avold – Metz-Ville) | Saarbrücken – Metz: Stundentakt                                                       |                 |
| RE 19                    | Saarbrücken Hbf – Saargemünd – Mommenheim – Straßburg | Saarbrücken – Straßburg: 5 × täglich                                                  |                 |
| RB 68                    | Saarbrücken Hbf – St. Ingbert – Zweibrücken – Pirmasens | Stundentakt                                                                           |                 |
| RB 70                    | Merzig – Saarlouis – Völklingen – Saarbrücken – St. Ingbert – Homburg – Kaiserslautern | Stundentakt                                                                           |                 |
| RB 71                    | Trier – Saarburg – Merzig – Saarlouis – Völklingen – Saarbrücken Hbf – St. Ingbert – Homburg | Stundentakt                                                                           |                 |
| RB 72                    | Saarbrücken Hbf – Illingen – Lebach – Lebach-Jabach | Stundentakt                                                                           |                 |
| RB 73                    | Saarbrücken Hbf – Neunkirchen – Ottweiler – St. Wendel – Türkismühle – Neubrücke | Saarbrücken – St. Wendel: Halbstundentakt St. Wendel – Neubrücke: Stundentakt         |                 |
| RB 76                    | Saarbrücken Hbf – Merchweiler – Wemmetsweiler – Neunkirchen – Homburg | einzelne Züge                                                                         |                 |
| Stand: 15. Dezember 2024 | |                                                                                       |                 |

### Stadtbahnverkehr

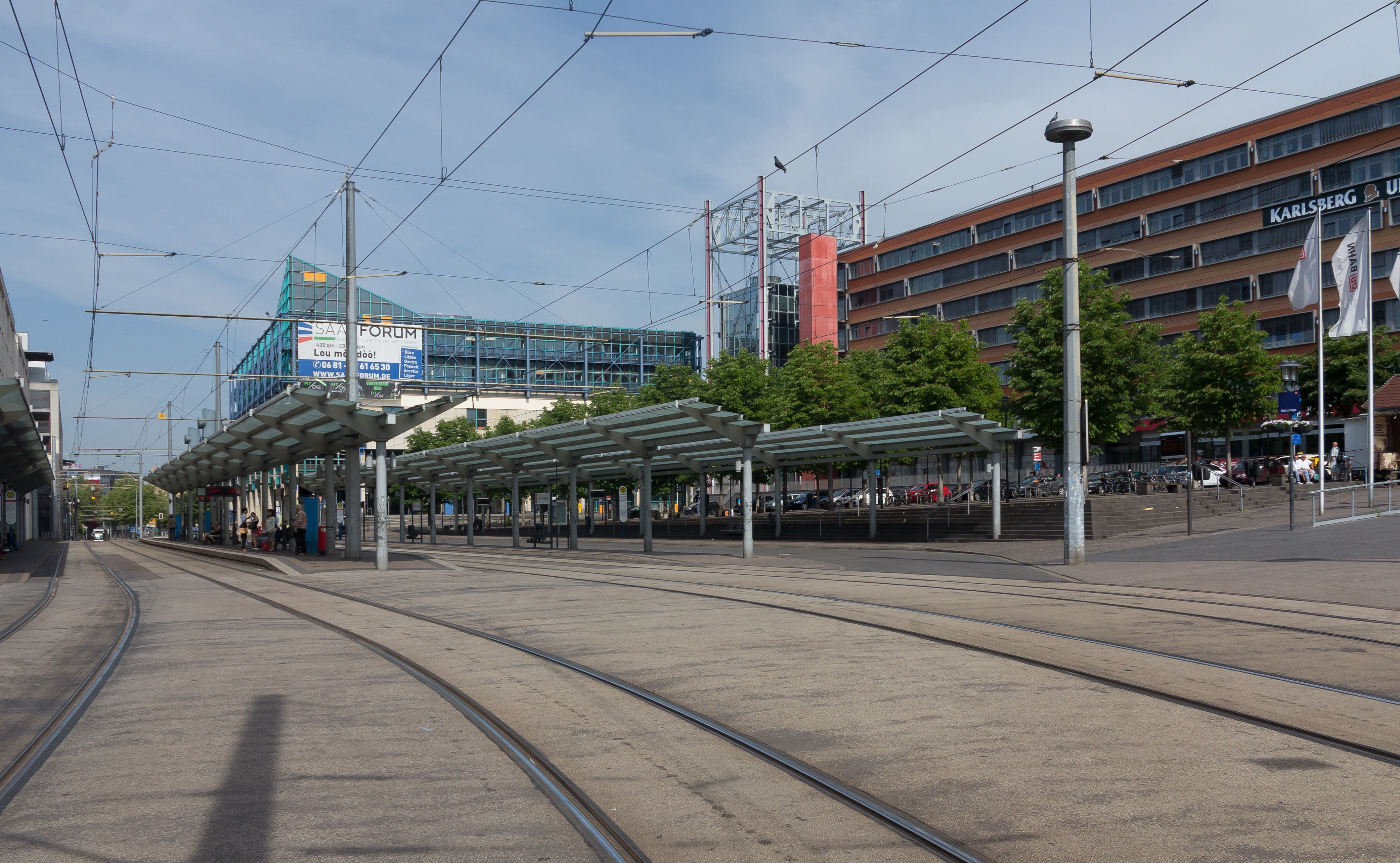
Hauptbahnhof für die Stadtbahn

Die vier Stadtbahngleise auf dem Bahnhofsvorplatz werden von den Stadtbahnen des Saarbrücker Verkehrsunternehmens Saarbahn GmbH, einer Tochter der Stadtwerke Saarbrücken, befahren. Einzige Linie ist die Linie S1 Sarreguemines – Kleinblittersdorf – Brebach – Römerkastell – Johanneskirche – Hauptbahnhof – Rastpfuhl – Siedlerheim – Riegelsberg Süd – Güchenbach – Walpershofen Mitte – Heusweiler Markt – Eiweiler – Landsweiler – Lebach. Diese verkehrt im Innenstadtbereich zwischen Brebach und Siedlerheim im 7,5-Minuten-Takt, bis Kleinblittersdorf und Heusweiler im 15-Minuten-Takt und bis Sarreguemines und Lebach im 30-Minuten-Takt.
Wenn die Innenstadtstrecke nicht befahren werden kann, fährt die Ersatzlinie S9 auf Gleis 6 des Hauptbahnhofes. Die S9 fährt dann im Halbstundentakt, da eine höhere Vertaktung aufgrund der Eingleisigkeit des Streckenabschnittes Brebach Bahnhof–Saarbrücken Ost der Bahnstrecke Saarbrücken–Sarreguemines nicht möglich ist.
Hier verkehrten auch die mittlerweile aufgegebenen Sonderlinien S2 (Messelinie) und S3 (Warndtlinie).

### Busverkehr
Vor dem Bahnhof an der Bushaltestelle verkehren primär diese Buslinien:
| Linie   | Linienverlauf | Takt                | Betreiber             | Bemerkungen                                                                 |
| ------- | --- | ------------------- | --------------------- | --------------------------------------------------------------------------- |
| 11E     | Messe – HTW/SWS – Trierer Straße – Hauptbahnhof – Johanneskirche – HTW/SWS – Messe                                          | 7 min               | Saarbahn GmbH         | nur während der Messe, Solobus                                              |
| 102     | Altenkessel – Burbach – Malstatt – Hauptbahnhof – Rathaus/Johanneskirche – Uni – Dudweiler                                  | 15–30 min           | Saarbahn GmbH         | Mo–Sa Gelenkbus, So/Feiertag Solobus                                        |
| 102     | Altenkessel – Burbach – Malstatt – Hauptbahnhof – Beethovenplatz                                                            | 60 min              | Saarbahn GmbH         | abends + So/Fe, Solobus                                                     |
| 104     | Hauptbahnhof – Dudweiler Dudoplatz – Schnappach – Spiesen/Elversberg                                                        | Sonntagmorgen       | Saarbahn GmbH         | übrige Fahrten über Klarenthal – Gersweiler – Rathaus, Solobus              |
| 105     | Rodenhof – Hauptbahnhof – Schloßplatz – Halbergstraße – Römerkastell – Zoo – Eschberg                                       | 15–30 min           | Saarbahn GmbH         | Mo–Sa Gelenkbus, So/Feiertag Solobus                                        |
| 108     | (Luisenthal (Saar)/Matzenberg – Burbach – Malstatt – ) Hauptbahnhof – Schloßplatz – Winterberg                              | 30 min              | Saarbahn GmbH         | nur Standardbusse                                                           |
| 111 112 | Hauptbahnhof – Universität                                                                                                  | 5–30 min            | Saarbahn GmbH         | nur an Vorlesungstagen, nur Gelenkbusse                                     |
| 121     | Hauptbahnhof – HTW/SWS – Bellevue – Hohe Wacht – Schloßplatz – Rathaus                                                      | 30 min              | Saarbahn GmbH         | nur Standardbusse                                                           |
| 122     | Füllengarten – IT Park – Burbach – Malstatt – Hauptbahnhof – Rathaus/Johanneskirche – Römerkastell – Schafbrücke            | 30 min              | Saarbahn GmbH         | nur Standardbusse                                                           |
| 123     | (Habsterdick/Goldene Bremm – (ZF) –) Bellevue – Hauptbahnhof                                                                | 30 min              | Saarbahn GmbH         | nur Standardbusse                                                           |
| 124     | Betriebshof – Trierer Straße – Hauptbahnhof – Universität                                                                   | 15–30 min           | Saarbahn GmbH         | verkehrt nur Mo–Fr, nur Gelenkbusse                                         |
| 125     | Rodenhof – Hauptbahnhof – Rathaus/Johanneskirche – Am Homburg – Jägersfreude – Dudweiler                                    | 30 min              | Saarbahn GmbH         | nur Standardbusse                                                           |
| 126     | Hauptbahnhof – Staatstheater – St. Arnual – Klinikum Sonnenberg                                                             | Sonntagmorgen       | Saarbahn GmbH         | übrige Fahrten über (Goldene Bremm -) HTW, Solobus                          |
| 128     | Rastpfuhl/Rußhütte – Hauptbahnhof – Staatstheater – Winterberg                                                              | 30 min              | Saarbahn GmbH         | nur Standardbusse                                                           |
| 166     | Saarbrücken – Stangenmühle – Fenne – Fürstenhausen – Geislautern – Grossrosseln                                             | vereinz.            | Baron Reisen          | übrige Fahrten ab Geislautern, Solobus                                      |
| 172     | Saarbrücken – Fischbach – Quierschied – Göttelborn – Wahlschied – Riegelsberg                                               | 60 min              | Baron Reisen          | nur Standardbusse                                                           |
| 175     | Saarbrücken – Fischbach – Hühnerfeld – Altenwald – Bildstock – Illingen                                                     | Früh- & Spätfahrten | Baron Reisen          | übrige Fahrten über Rabbiner-Rülf-Platz (– Roonstraße), Solobus             |
| 321     | Saarbrücken – Riegelsberg – Holz/Riegelsberg – Uchtelfangen                                                                 | Früh- & Spätfahrten | NVG                   | übrige Fahrten über Heusweiler, Solobus                                     |
| 506     | Saarbrücken – Staatstheater – Römerkastell – Schafbrücke – Scheidt – Rentrisch – St. Ingbert – Niederwürzbach – Blieskastel | 30–60 min           | Saar-Mobil            | nur Standardbusse                                                           |
| 666     | Saarbrücken – Sotzweiler – Hasborn –Theley –Tholey                                                                          | vereinz.            | Saar-Mobil            | Schnellverkehr jeweils über Autobahn A1                                     |
| R10     | Saarbrücken – Flughafen Saarbrücken – Aßweiler – Blieskastel                                                                | 30–60 min           | Saar-Mobil            | nur Standardbusse                                                           |
| R13     | Saarbrücken – Hostenbach – Schaffhausen – Überherrn – Bisten                                                                | 60 min              | Baron Reisen          | nur Standardbusse                                                           |
| 30      | Saarbrücken – Forbach Bahnhof                                                                                               | 60 min              | Saarbahn GmbH, Forbus | nur Standardbusse, SONDERTARIF                                              |
| MS      | (DFG –) Saarbrücken – Morsbach – Naßweiler – Freyming-Merlebach – Hombourg-Haut                                             | 60–120 min          | Baron Reisen          | nur Standardbusse, SONDERTARIF                                              |
| L40     | Saarbrücken – Luxemburg | 60–120 min          | Voyages Emile Weber   | CFL-Saarbrücken Express, Standard- oder Doppeldeckerreisebusse, SONDERTARIF |

Anm.: Die Farbgebung wurde zur Verbesserung der Lesbarkeit dem Liniennetz der Saarbahn GmbH entnommen. Dort nicht aufgeführte Linien haben schwarze Schrift auf weißem Hintergrund. Linien anderer Unternehmen haben schwarze Schrift auf Hintergrund der Farbe des Unternehmens.